# Open de Chine de tennis de table
Pour les articles homonymes, voir Open de Chine.
Ne pas confondre avec le Tournoi de Chine de tennis
L'Open de Chine est un tournoi international de tennis de table en Chine qui a lieu régulièrement depuis 1988.
À partir de 1996, c'est également une étape du Pro-tour de tennis de table organisée par la fédération internationale de tennis de table. Certaines années, deux opens de Chine sont organisés.
L'édition 2009 s'est déroulée du 3 au 7 juin 2009 à Suzhou. Ma Long remporte le titre en simple homme en s'imposant face à son compatriote Wang Liqin. Liu Shiwen s'impose face à Guo Yue chez les féminines. Les Japonais créent la surprise en double homme puisque Jun Mizutani et Seiya Kishikawa triomphent face à Xu Xin et un autre Chinois[Lequel ?].
L'édition 2017 se déroule du 21 au 25 juin 2017 à Chengdu. Lors de la troisième journée, l'ensemble des joueurs de l'équipe nationale de Chine a décidé de ne pas jouer en soutien à leur coach Liu Guoliang qui s'est fait mettre au placard par la fédération. Une décision ressentie comme un tremblement de terre dans ce pays et qui restera à jamais gravée.
Le World Tour est arrêté fin 2020 et est remplacé par les épreuves de la WTT marquant la fin des "tournois open" de l'ITTF.

## Palmarès

### Open ITTF
| année | Lieu      | simple messieurs  | double messieurs           | simple dames | double dames                    | double mixte           |
| ----- | --------- | ----------------- | -------------------------- | ------------ | ------------------------------- | ---------------------- |
| 1988  | Guangzhou | Xu Zengcai        | Chen Longcan Wei Qingguang | He Zhili     | Katsuko Tominaga Kyoko Uchiyama | Lin Zhigang Liu Wei    |
| 1989  | Shanghai  | Chen Zhibin       | Ma Wenge Yu Shentong       | Deng Yaping  | Chen Jing Deng Yaping           | Chen Longcan Chen Jing |
| 1991  | Chengdu   | Lü Lin            |                            | Qiao Hong    |                                 |                        |
| 1992  | Chengdu   | Ma Wenge          |                            | Deng Yaping  |                                 |                        |
| 1993  | Hangzhou  | Jean-Michel Saive |                            | Deng Yaping  |                                 |                        |
| 1994  | Dalian    | Wang Tao          | Lü Lin Wang Tao            | Liu Wei      | Liu Wei Qiao Yunping            |                        |
| 1995  | Shantou   | Kong Linghui      | Liu Guoliang Wang Tao      | Wang Nan     | Wang Chen Wu Na                 |                        |

| année    | Lieu      | simple messieurs   | double messieurs             | simple dames | double dames              | double mixte              | U21 messieurs     | U21 dames       |
| -------- | --------- | ------------------ | ---------------------------- | ------------ | ------------------------- | ------------------------- | ----------------- | --------------- |
| 1996     | Xi'an     | Kong Linghui       | Kong Linghui Liu Guoliang    | Wang Chen    | Wang Chen Wu Na           |                           |                   |                 |
| 1997     | Zhuhai    | Zoran Primorac     | Kong Linghui Liu Guoliang    | Li Ju        | Lee Eun Sil Ryu Ji Hae    |                           |                   |                 |
| 1998     | Jinan     | Liu Guoliang       | Ma Lin Qin Zhijian           | Wang Nan     | Wu Na Yang Ying           |                           |                   |                 |
| 1999     | Guilin    | Liu Guozheng       | Yan Sen Wang Liqin           | Li Ju        | Li Nan Lin Ling           |                           |                   |                 |
| 2000     | Changchun | Wang Liqin         | Yan Sen Wang Liqin           | Li Ju        | Yang Ying Sun Jin         |                           |                   |                 |
| 2001     | Hainan    | Wang Liqin         | Wang Liqin Yan Sen           | Wang Nan     | Bai Yang Niu Jianfeng     |                           |                   |                 |
| 2002     | Qingdao   | Wang Liqin         | Ryu Seung-min Lee Chul-seung | Wang Nan     | Lee Eun-sil Suk Eun-mi    |                           |                   |                 |
| 2003     | Guangzhou | Ma Lin             | Ma Lin Chen Qi               | Zhang Yining | Bai Yang Li Ju            |                           | Par Gerell        | Mi-Yong Kim     |
| 2004 (1) | Wuxi      | Ma Lin             | a Lin Chen Qi                | Cao Zhen     | Cao Zhen Li Xiaoxia       |                           | Lee Jink-woo      | Haruna Fukuoka  |
| 2004 (2) | Changchun | Wang Liqin         | Kong Linghui Wang Hao        | Zhang Yining | Wang Nan Zhang Yining     |                           |                   |                 |
| 2005 (1) | Shenzhen  | Wang Liqin         | Kong Linghui Ma Long         | Guo Yue      | Guo Yue Guo Yan           |                           | Lee Jink-won      | Han Hye-song    |
| 2005 (2) | Harbin    | Wang Liqin         | Chen Qi Wang Liqin           | Li Xiaoxia   | Guo Yue Zhang Yining      |                           | Lim Jae-hyun      | Georgina Pota   |
| 2006 (1) | Guangzhou | Ma Lin             | Chen Qi Wang Liqin           | Wang Nan     | Wang Nan Zhang Yining     |                           | Lee Jink-won      | Kim Jung-hyun   |
| 2006 (2) | Kunshan   | Timo Boll          | Hao Shuai Wang Liqin         | Zhang Yining | Shen Yanfei Gao Jun       |                           | Tianyi Jiang      | Jong Kim        |
| 2007 (1) | Nanjing   | Ma Lin             | Chen Qi Wang Hao             | Guo Yue      | Guo Yue Li Xiaoxia        |                           | Kenta Matsudaira  | Feng Tianwei    |
| 2007 (2) | Shenzhen  | Wang Hao           | Ma Lin Wang Hao              | Zhang Yining | Guo Yue Guo Yan           |                           | Chiang Hung-Chieh | Yu Meng Yu      |
| 2008 (1) | Changchun | Wang Hao           | Chine                        | Zhang Yining | Chine                     |                           | Kenji Matsudaira  | Chen I-ching    |
| 2008 (2) | Shanghai  | Hao Shuai          | Ma Lin Wang Liqin            | Li Xiaoxia   | Jiang Huajun Tie Yana     |                           |                   |                 |
| 2009 (1) | Tianjin   | Ma Long            | Seiya Kishikawa Jun Mizutani | Liu Shiwen   | Guo Yue Li Xiaoxia        |                           | Paul Drinkhall    | Yu Meng Yu      |
| 2009 (2) | Suzhou    | Wang Hao           | Hao Shuai Li Ping            | Liu Shiwen   | Ding Ning Liu Shiwen      |                           | Hidetoshi Oya     | Chen I-ching    |
| 2010     | Suzhou    | Zhang Jike         | Ma Lin Xu Xin                | Li Xiaoxia   | Guo Yue Li Xiaoxia        |                           | Jung Young-sik    | Yuka Ishigaki   |
| 2011 (1) | Shenzhen  | Ma Lin             | Ma Long Wang Hao             | Wen Jia      | Guo Yue Liu Shiwen        |                           | Hyundeok Seo      | Yang Ha-eun     |
| 2011 (2) | Suzhou    | Ma Long            | Ma Lin Zhang Jike            | Guo Yan      | Guo Yan Guo Yue           |                           | Chen Chien-an     | Chen I-ching    |
| 2012 (1) | Shanghai  | Xu Xin             | Ma Long Wang Hao             | Li Xiaoxia   | Jiang Huajun Lee Ho Ching |                           | Chen Chien-an     | Myong Sun Ri    |
| 2012 (2) | Suzhou    | Hao Shuai          | Wang Liqin Xu Xin            | Chen Meng    | Chen Meng Zhu Yuling      |                           | Chen Chien-an     | Yang Ha-eun     |
| 2013 (1) | Changchun | Ma Long            | Ma Long Timo Boll            | Li Xiaoxia   | Guo Yue Liu Shiwen        |                           | Fan Zhendong      | Wing Nam Ng     |
| 2013 (2) | Suzhou    | Ma Long            | Ma Long Xu Xin               | Chen Meng    | Chen Meng Zhu Yuling      |                           | Masataka Morizono | Misaki Morizono |
| 2014     | Chengdu   | Ma Long            | Ma Long Fan Zhendong         | Ding Ning    | Ding Ning Liu Shiwen      |                           | Asuka Machi       | Chen Szu-yu     |
| 2015     | Chengdu   | Ma Long            | Xu Xin Fan Zhendong          | Zhu Yuling   | Chen Meng Liu Shiwen      |                           | Jang Woo-jin      | Hitomi Sato     |
| 2016     | Chengdu   | Fan Zhendong       | Ma Long Zhang Jike           | Ding Ning    | Chen Meng Zhu Yuling      |                           | Ho Kwan Kit       | Zeng Jian       |
| 2017     | Chengdu   | Dimitrij Ovtcharov | Jin Ueda Maharu Yoshimura    | Ding Ning    | Ding Ning Liu Shiwen      |                           | Yuto Kizukuri     | Maki Shiomi     |
| 2018     | Shenzhen  | Ma Long            | Lin Gaoyuan Fan Zhendong     | Wang Manyu   | Ding Ning Zhu Yuling      | Chen Xingtong Lin Gaoyuan |                   |                 |
| 2019     | Shenzhen  | Ma Long            | Timo Boll Patrick Franziska  | Chen Meng    | Liu Shiwen Gu Yuting      | Cheng I-Ching Lin Yun-ju  |                   |                 |

### Série WTT
| Année & Lieu   | Tournoi                         | Simple messieurs | Double messieurs           | Simple dames     | Double dames              | Double mixte               |
| -------------- | ------------------------------- | ---------------- | -------------------------- | ---------------- | ------------------------- | -------------------------- |
| 2023 Xinxiang  | WTT Champions Xinxiang (de)     | Fan Zhendong     | –                          | Sun Yingsha      | –                         | –                          |
| 2023 Lanzhou   | WTT Star Contender Lanzhou (de) | Wang Chuqin      | Alexis Lebrun Félix Lebrun | Sun Yingsha      | Chen Meng Wang Manyu      | Lin Shidong Kuai Man       |
| 2023 Taiyuan   | WTT Contender Taiyuan (de)      | Liang Jingkun    | Lin Shidong Lin Gaoyuan    | Wang Manyu       | Chen Xingtong Qian Tianyi | Lin Shidong Kuai Man       |
| 2024 Taiyuan   | WTT Contender Taiyuan (de)      | Liang Jingkun    | Ma Long Lin Gaoyuan        | Chen Xingtong    | Chen Yi Kuai Man          | Lin Shidong Kuai Man       |
| 2024 Chongqing | WTT Champions Chongqing (de)    | Fan Zhendong     | –                          | Sun Yingsha      | –                         | –                          |
| 2024 Pékin     | China Smash (de)                | Lin Shidong      | Wang Chuqin Liang Jingkun  | Sun Yingsha      | Qian Tianyi Chen Xingtong | Lin Shidong Kuai Man       |
| 2025 Chongqing | WTT Champions Chongqing (de)    | Wang Chuqin      | –                          | Sun Yingsha      | –                         | –                          |
| 2025 Taiyuan   | WTT Contender Taiyuan (de)      | Sora Matsushima  | Xu Yingbin Xiang Peng      | Honoka Hashimoto | Ryu Hanna Kim Na-yeong    | Lim Jong-hoon Kim Na-yeong |